# Lecco Calcio 1972-1973
Questa voce raccoglie le informazioni riguardanti il Lecco Calcio nelle competizioni ufficiali della stagione 1972-1973.

## Stagione
Il Lecco, totalizzando solo 25 punti, termina il campionato all'ultimo posto in classifica, ritornando subito in Serie C.
Il presidente Mario Ceppi cambia denominazione alla società ottemperando alle norme stabilite dalla Lega Nazionale Professionisti per la Serie B: da Associazione Calcio Lecco a Lecco Calcio S.p.a.
Invece che riconfermare in blocco la squadra che ha ottenuto la promozione in Serie B, il presidente opta per le cessioni di Bruno Chinellato alla Lazio e di Faustino Goffi alla Spal.
Un disastroso girone 4 di Coppa Italia vinto dall'Inter, non fa scattare l'allarme, ed è così che la squadra bluceleste affidata ad Angelo Longoni parte male anche in campionato.
Il primo successo arriva soltanto alla settima giornata con la vittoria per 1-0 ottenuta grazie al gol segnato da Osvaldo Jaconi contro il Catanzaro, ma poi altre quattro sconfitte di fila portano all'esonero dell'allenatore.
Al suo posto ritorna Francesco Meregalli, ma la squadra non riesce a reagire e recuperare i punti perduti.

## Rosa
| N. |                   | Ruolo | Calciatore             |
| -- | ----------------- | ----- | ---------------------- |
|    | Italia (bandiera) |       | Albergoni              |
|    | Italia (bandiera) | A     | Dario Belloli          |
|    | Italia (bandiera) | D     | Giovanni Botti         |
|    | Italia (bandiera) | P     | Adriano Casiraghi      |
|    | Italia (bandiera) | D     | Gian Carlo Castiglioni |
|    | Italia (bandiera) | C     | Giuseppe Dell’Era      |
|    | Italia (bandiera) | A     | Carlo Foglia           |
|    | Italia (bandiera) | C     | Ilario Frank           |
|    | Italia (bandiera) | C     | Luigi Giavara          |
|    | Italia (bandiera) | A     | Faustino Goffi         |
|    | Italia (bandiera) | C     | Rino Gritti            |
|    | Italia (bandiera) | C     | Osvaldo Jaconi         |

| N. |                   | Ruolo | Calciatore          |
| -- | ----------------- | ----- | ------------------- |
|    | Italia (bandiera) | A     | Angelo Marchi       |
|    | Italia (bandiera) | P     | Giuseppe Meraviglia |
|    | Italia (bandiera) | D     | Gianfranco Motta    |
|    | Italia (bandiera) | A     | Giacomo Perego      |
|    | Italia (bandiera) | D     | Lauro Pomaro        |
|    | Italia (bandiera) | D     | Gabriele Ratti      |
|    | Italia (bandiera) | C     | Giovanni Rota       |
|    | Italia (bandiera) | C     | Giovanni Sacchi     |
|    | Italia (bandiera) | D     | Fernando Tam        |
|    | Italia (bandiera) | A     | Maurizio Zandegù    |
|    | Italia (bandiera) | C     | Vincenzo Zazzaro    |

## Risultati

### Serie B

#### Girone di andata
| Arbitro: | Gialluisi (Barletta) |

|              |           |           |
| Graziani 82’ | Marcatori | 66’ Frank |

| Arbitro: | Martinelli (Catanzaro) |

|  |           |                  |
|  | Marcatori | 64’ Dalle Vedove |

| Arbitro: | Frasso (Capua) |

|            |           |            |
| Marino 80’ | Marcatori | 82’ Jaconi |

| Arbitro: | Reggiani (Bologna) |

|           |           |             |
| Frank 58’ | Marcatori | 19’ Morelli |

| Arbitro: | Levrero (Genova) |

|                                   |           |  |
| Bertarelli 18’, 45’ Campanini 89’ | Marcatori |  |

| Arbitro: | Marino (Taranto) |

|                               |           |  |
| Braida 12’ Carnevali 52’, 67’ | Marcatori |  |

| Arbitro: | Lenardon (Siena) |

|            |           |  |
| Jaconi 78’ | Marcatori |  |

| Arbitro: | Grassi (Savona) |

|                                   |           |            |
| Cremaschi 33’ Bellan 75’ Tomy 89’ | Marcatori | 65’ Jaconi |

| Arbitro: | Bianchi (Firenze) |

|  |           |              |
|  | Marcatori | 57’ Vignando |

| Arbitro: | Agnolin (Bassano del Grappa) |

|             |           |  |
| Rognoni 73’ | Marcatori |  |

| Arbitro: | Panzino (Catanzaro) |

|            |           |                     |
| Marchi 78’ | Marcatori | 9’ Pepe 30’ Ferrari |

| Arbitro: | Schena (Foggia) |

|  |           |            |
|  | Marcatori | 72’ Marchi |

| Lecco 10 dicembre 1972 13ª giornata | Lecco                      | 0 – 0 | Catania | Stadio Mario Rigamonti\| Arbitro: \| Trinchieri (Reggio Emilia) \| |
| Arbitro:                            | Trinchieri (Reggio Emilia) |       |         |                                                                    |

| Arbitro: | Frasso (Capua) |

|                       |           |  |
| Urban 70’ (rig.), 85’ | Marcatori |  |

| Arbitro: | Ciacci (Firenze) |

|                        |           |  |
| Gritti 51’, 83’ (rig.) | Marcatori |  |

| Arbitro: | Lazzaroni (Milano) |

|                           |           |  |
| Mascheroni 34’ Libera 85’ | Marcatori |  |

| Arbitro: | Porcelli (Lodi) |

|                        |           |             |
| Foglia 13’ Belloli 54’ | Marcatori | 10’ Vannini |

| Arbitro: | Lenardon (Siena) |

|          |           |  |
| Sali 81’ | Marcatori |  |

| Lecco 21 gennaio 1973 19ª giornata | Lecco           | 0 – 0 | Genoa | Stadio Mario Rigamonti\| Arbitro: \| Serafini (Roma) \| |
| Arbitro:                           | Serafini (Roma) |       |       |                                                         |

#### Girone di ritorno
| Lecco 4 febbraio 1973 20ª giornata | Lecco            | 0 – 0 | Arezzo | Stadio Mario Rigamonti\| Arbitro: \| Marino (Taranto) \| |
| Arbitro:                           | Marino (Taranto) |       |        |                                                          |

| Bari 11 febbraio 1973 21ª giornata | Bari          | 0 – 0 | Lecco | Stadio della Vittoria\| Arbitro: \| Prati (Parma) \| |
| Arbitro:                           | Prati (Parma) |       |       |                                                      |

| Arbitro: | Calì (Roma) |

|            |           |              |
| Gritti 73’ | Marcatori | 2’ Inselvini |

| Arbitro: | Lupi (Genova) |

|             |           |  |
| Beretti 57’ | Marcatori |  |

| Arbitro: | Lenardon (Siena) |

|  |           |                     |
|  | Marcatori | 77’ (rig.) Colautti |

| Lecco 11 marzo 1973 25ª giornata | Lecco            | 0 – 0 | Cesena | Stadio Mario Rigamonti\| Arbitro: \| Gonella (Torino) \| |
| Arbitro:                         | Gonella (Torino) |       |        |                                                          |

| Arbitro: | R. Lattanzi (Roma) |

|             |           |            |
| Petrini 83’ | Marcatori | 22’ Gritti |

| Arbitro: | Levrero (Genova) |

|                   |           |                   |
| Gritti 63’ (rig.) | Marcatori | 43’, 74’ Franzoni |

| Arbitro: | Martinelli (Catanzaro) |

|              |           |  |
| Vignando 70’ | Marcatori |  |

| Arbitro: | Pieroni (Roma) |

|  |           |                  |
|  | Marcatori | 20’, 46’ Zanolla |

| Monza 22 aprile 1973 30ª giornata | Monza             | 0 – 0 | Lecco | Stadio Gino Alfonso Sada\| Arbitro: \| Agnolin (Bassano) \| |
| Arbitro:                          | Agnolin (Bassano) |       |       |                                                             |

| Arbitro: | Cantelli (Firenze) |

|  |           |               |
|  | Marcatori | 86’ Navarrini |

| Arbitro: | F. Lattanzi (Macerata) |

|                                 |           |  |
| Francesconi 25’ Scarpa 51’, 75’ | Marcatori |  |

| Arbitro: | Trono (Torino) |

|                                  |           |                  |
| Perego 57’ Foglia 58’ Jaconi 68’ | Marcatori | 81’ (rig.) Urban |

| Arbitro: | Carminati (Milano) |

|         |           |                 |
| Jori 5’ | Marcatori | 46’ Castiglioni |

| Lecco 25 maggio 1973 35ª giornata | Lecco           | 0 – 0 | Varese | Stadio Mario Rigamonti\| Arbitro: \| Mascia (Milano) \| |
| Arbitro:                          | Mascia (Milano) |       |        |                                                         |

| Arbitro: | Fuschi (Pescara) |

|                |           |            |
| Bellinazzi 32’ | Marcatori | 70’ Jaconi |

| Lecco 10 giugno 1973 37ª giornata | Lecco                | 0 – 0 | Reggina | Stadio Mario Rigamonti\| Arbitro: \| Barbaresco (Cormons) \| |
| Arbitro:                          | Barbaresco (Cormons) |       |         |                                                              |

| Arbitro: | Stagnoli (Bologna) |

|             |           |  |
| Corradi 75’ | Marcatori |  |

### Coppa Italia

#### Primo turno
| Arbitro: | Prati (Parma) |

|                                    |           |                   |
| Corradi 1’ Bordon 25’ Scarrone 75’ | Marcatori | 85’ (rig.) Marchi |

| Arbitro: | Marino (Taranto) |

|             |           |  |
| Petrini 40’ | Marcatori |  |

| Arbitro: | Branzoni (Pavia) |

|             |           |                                                                      |
| Giavara 10’ | Marcatori | 12’ Boninsegna 19’ (aut.) Pomaro 66’ Facchetti 69’ Massa 79’ Mazzola |

| Arbitro: | Moretto (San Donà di Piave) |

|            |           |           |
| Marchi 45’ | Marcatori | 55’ Villa |

## Statistiche

### Statistiche di squadra
| Competizione | Punti | In casa | In casa | In casa | In casa | In casa | In casa | In trasferta | In trasferta | In trasferta | In trasferta | In trasferta | In trasferta | Totale | Totale | Totale | Totale | Totale | Totale | DR  |
| Competizione | Punti | G       | V       | N       | P       | Gf      | Gs      | G            | V            | N            | P            | Gf           | Gs           | G      | V      | N      | P      | Gf     | Gs     | DR  |
| ------------ | ----- | ------- | ------- | ------- | ------- | ------- | ------- | ------------ | ------------ | ------------ | ------------ | ------------ | ------------ | ------ | ------ | ------ | ------ | ------ | ------ | --- |
| Serie B      | 25    | 19      | 4       | 8       | 7       | 12      | 14      | 19           | 1            | 7            | 11           | 7            | 26           | 38     | 5      | 15     | 18     | 19     | 40     | -21 |
| Coppa Italia | 1     | 2       | 0       | 1       | 1       | 2       | 6       | 2            | 0            | 0            | 2            | 1            | 4            | 4      | 0      | 1      | 3      | 3      | 10     | -7  |
| Totale       |       | 21      | 4       | 9       | 8       | 14      | 20      | 21           | 1            | 7            | 13           | 8            | 30           | 42     | 5      | 16     | 21     | 22     | 50     | -28 |

### Statistiche dei giocatori
| Giocatore      | Serie B  | Serie B | Coppa Italia | Coppa Italia | Totale   | Totale |
| Giocatore      | Presenze | Reti    | Presenze     | Reti         | Presenze | Reti   |
| -------------- | -------- | ------- | ------------ | ------------ | -------- | ------ |
| D. Belloli     | 11       | 1       | -            | -            | 11       | 1      |
| G. Botti       | 22       | 0       | -            | -            | 22       | 0      |
| A. Casiraghi   | 8        | -9      | -            | -            | 8        | -9     |
| G. Castiglioni | 20       | 1       | 3            | 0            | 23       | 1      |
| G. Dell'Era    | 2        | 0       | -            | -            | 2        | 0      |
| C. Foglia      | 30       | 1       | 4            | 0            | 34       | 1      |
| I. Frank       | 30       | 2       | 4            | 0            | 34       | 2      |
| L. Giavara     | 19       | 0       | 4            | 1            | 23       | 1      |
| F. Goffi       | 6        | 0       | 2            | 0            | 8        | 0      |
| R. Gritti      | 24       | 5       | 1            | 0            | 25       | 5      |
| O. Jaconi      | 35       | 4       | 4            | 0            | 39       | 4      |
| A. Marchi      | 36       | 4       | 4            | 2            | 40       | 6      |
| G. Meraviglia  | 31       | -31     | 4            | -10          | 35       | -41    |
| G. Motta       | 37       | 0       | 4            | 0            | 41       | 0      |
| G. Perego      | 24       | 1       | -            | -            | 24       | 1      |
| L. Pomaro      | 17       | 0       | 3            | 0            | 20       | 0      |
| G. Ratti       | 10       | 0       | -            | -            | 10       | 0      |
| Rossi          | -        | -       | 1            | 0            | 1        | 0      |
| G. Rota        | 2        | 0       | 2            | 0            | 4        | 0      |
| G. Sacchi      | 38       | 0       | 4            | 0            | 42       | 0      |
| F. Tam         | 12       | 0       | 3            | 0            | 15       | 0      |
| M. Zandegù     | 1        | 0       | -            | -            | 1        | 0      |
| V. Zazzaro     | 35       | 0       | 4            | 0            | 39       | 0      |